# پیمان فونتن‌بلو (۱۸۱۴)

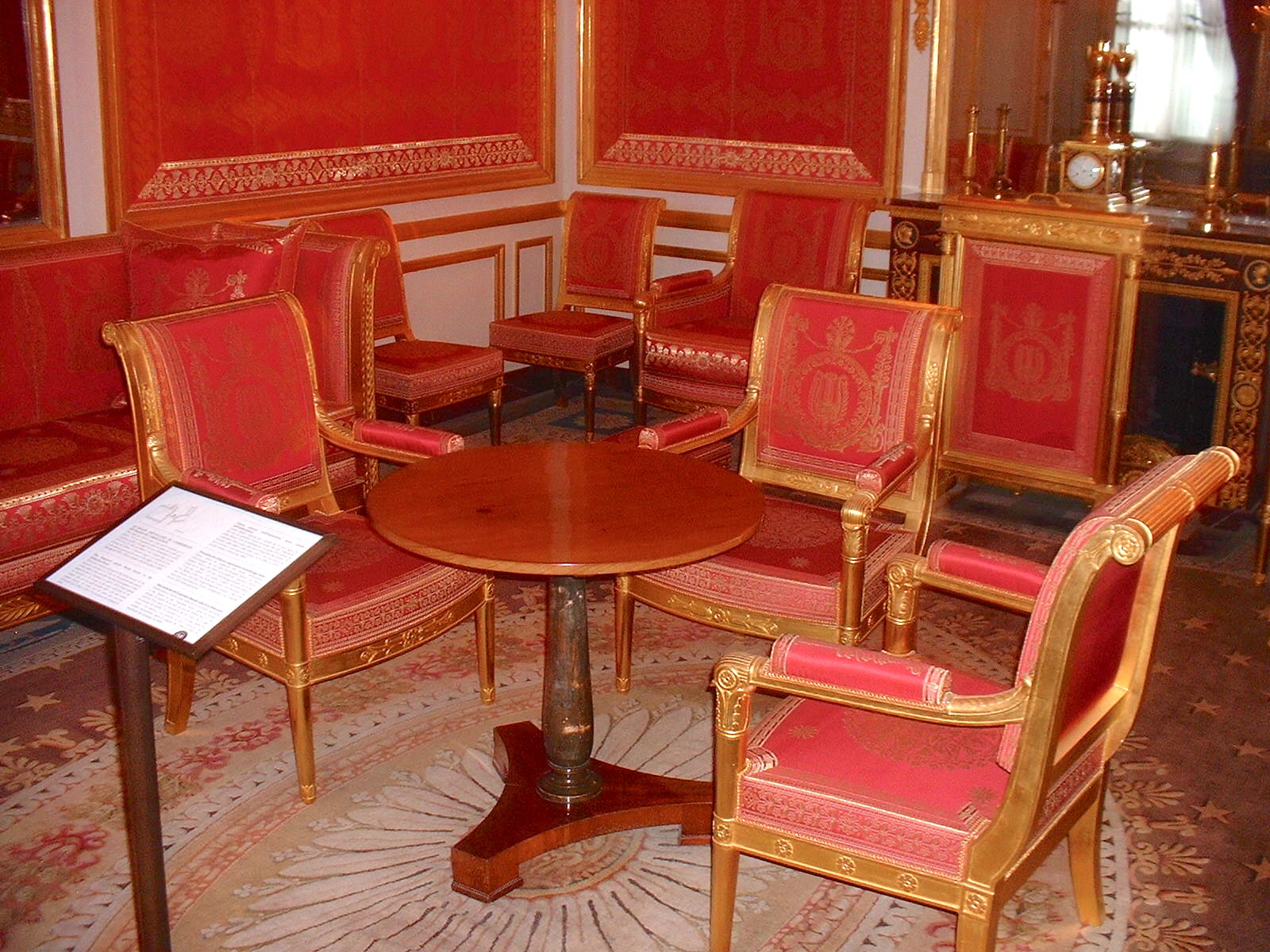
اتاق محل امضای پیمان

پیمان فونتن‌بلو (۱۸۱۴)،(به انگلیسی:Treaty of Fontainebleau (1814)) به پیمانی گفته می‌شود که مبتنی است بر توافق صورت گرفته در ۱۱ آوریل ۱۸۱۴ میلادی در ناحیه فونتن‌بلو واقع در سرزمین فرانسه. این توافق بین نمایندگان تام‌الاختیار امپراتوری اتریش، امپراتوری روسیه و پادشاهی پروس از یک‌سو و نمایندگان ناپلئون بناپارت از سوی دیگر حاصل شد. بر طبق این توافق، پیمانی به همین نام و در همان روز توسط نمایندگان تام‌الاختیار هر دو طرف در پاریس امضاء شد. این پیمان ۲ روز بعد توسط ناپلئون بناپارت مورد پذیرش قرار گرفت.
کشورهای پیروز، بر طبق این پیمان، ناپلئون بناپارت را از قدرت خلع و او را به جزیره الب تبعید کردند.